# プロスポーツ (競輪)
プロスポーツとは、かつて株式会社日刊プロスポーツ新聞社が発行していた、競輪の週刊情報新聞（情報紙）である。

## 概要
1947年、日刊プロスポーツ新聞社を創立した月岡朝太郎が、「自転車」という名称の情報紙を創刊したのが当紙のルーツであり、1952年に日刊プロスポーツ、さらに1960年にプロスポーツと改題され、今日に至る。
16ページ立てで、内容は、主に発売日の1週間〜10日後に開催される場の予想及び展望が中心。そして、後半のページには、開催場の成績を入場者数及び売上の各記録とともに掲載している他、日刊プロスポーツ新聞社が独自の計算方法で脚力指数を算定したS級選手のデータを掲載している。
かつてはブランケット判の発行であったが、後にタブロイドに変更されている。また、かつては新春、日本選手権競輪、オールスター競輪の各特集号における発行以外は二色刷りであったが、2009年1月21日号より、一面及び裏一面については、毎号カラー刷となった。毎週水曜日に発行される。
2012年から2013年にかけて『月刊競輪』（JKA）・『けいりんマガジン』（白夜書房）といった他の競輪情報誌が相次いで休刊となったことにより、紙媒体で発行される競輪情報誌は本紙が唯一の存在となった。
2018年10月、第3551号(2019年3月20日発売)をもって休刊することが告知された。ただし休刊後も、競輪公式サイト（KEIRIN.JP）上で「プロスポーツ号外版」を不定期に掲載しており、編集部は存続している模様。